# Eugenia rottleriana
Espèce
Statut de conservation UICN

 VU B1+2c : Vulnérable
Eugenia rottleriana est une espèce de plantes à fleurs de la famille des Myrtaceae. C'est un arbre ou un arbuste originaire du sud-ouest de l'Inde. Il pousse en milieu tropical humide.

## Publication originale
- Prodromus Florae Peninsulae Indiae Orientalis 331. 1834.